# Imagic
Imagic foi uma desenvolvedora e publicadora de jogos eletrônicos americana, que desenvolveu jogos para o Atari 2600, Intellivision e outros consoles, no início da década de 1980. Fundada em 1981 por ex-funcionários da Atari e da Mattel, seus títulos mais vendidos incluem Atlantis, Cosmic Ark, Demon Attack e o jogo de bilhar Trick Shot.

## Títulos notávéis[2]
- Atlantis
- Beauty & the Beast
- Cosmic Ark
- Demon Attack[3]
- Dragonfire
- Fathom (jogo)
- Fire Fighter
- Laser Gates
- Microsurgeon
- Moonsweeper
- Nova Blast
- Riddle of the Sphinx
- Safecracker
- Star Voyager
- SubTerranea
- Tournament Tennis
- Trick Shot
- Truckin'
- White Water!
- Wing War